# Portals de Sant Pere de Riudebitlles
Els Portals de Sant Pere de Riudebitlles és un conjunt de portals del municipi de Sant Pere de Riudebitlles (Alt Penedès) que cadascun de manera individual formen part de l'Inventari del Patrimoni Arquitectònic de Catalunya. Tots ells formen part del conjunt de portals d'accés situats en diversos carrers del nucli antic de Sant Pere de Riudebitlles. Tots tenen com a característica comuna el fet d'estar formats per arcs (en la major part dels casos de mig punt) adovellats, amb carreus de pedra ben picada i tallada.
Aquests portals són el Portal de Cal Querol (carrer de Baix, 31-33), Portal de Cal Secalló (C. de Baix, 22), Portal de Cal Secalló (Sant Pere de Riudebitlles), Portal de Cal Torrents (C. de Baix, 10), Portal de Cal Jeroni Mestres (C. Major, 25), Portal de Cal Rafeques (Pl. de l'Església, 5), Portal de Ca la Paca Rossa (Pl. de l'Església, 10), Portal de la rectoria i sala parròquia, Portal de Cal Teodor (C. de Baix, 56), Portal de Cal Ròmul Torrents (C. de Baix, 39), Portal del Casal del Trull (C. del Trull, 9) i Voltes de Can Butifoll (C. de Baix, 8).

## Galeria d'imatges

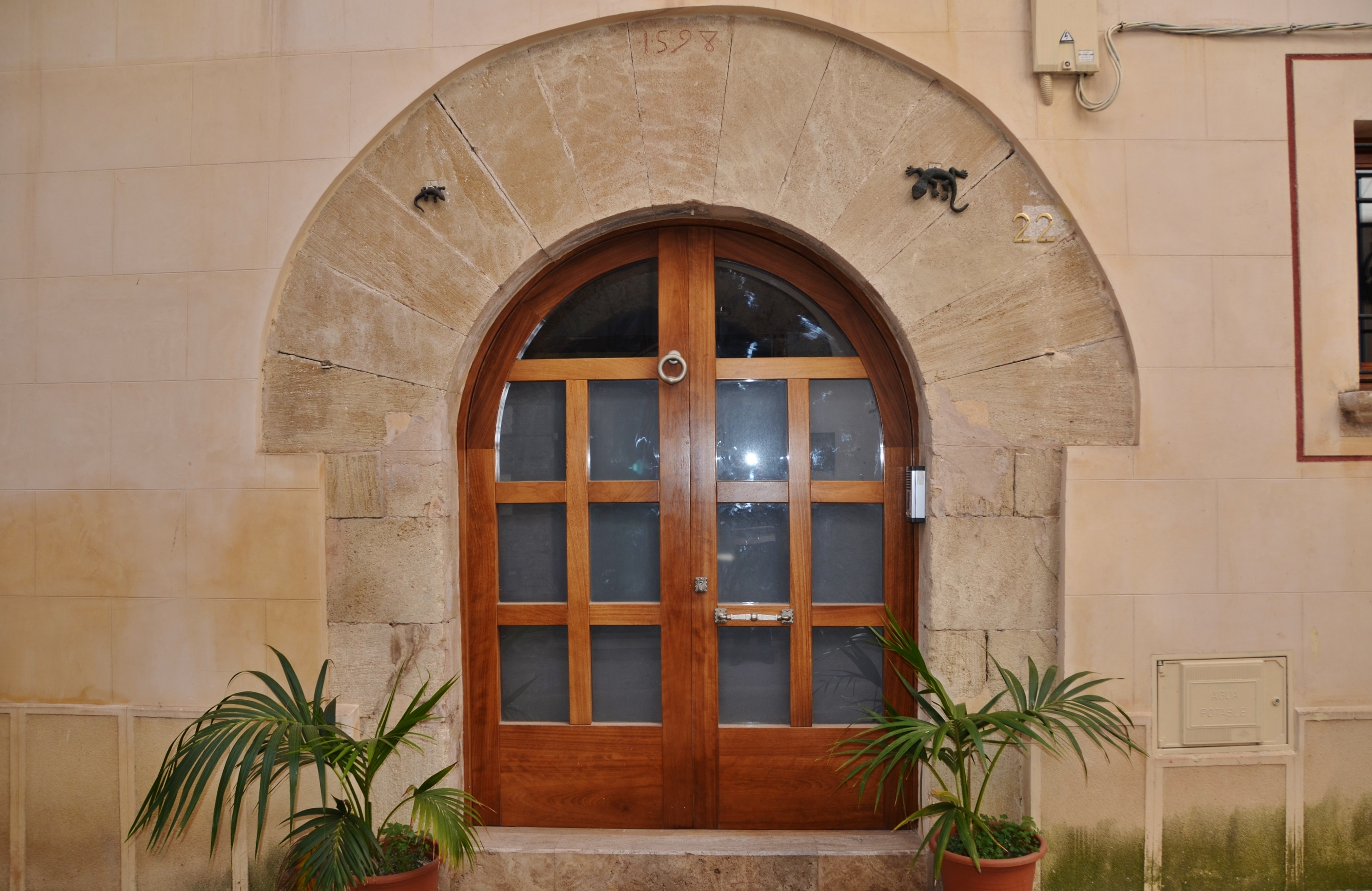
Portal de Cal Secalló
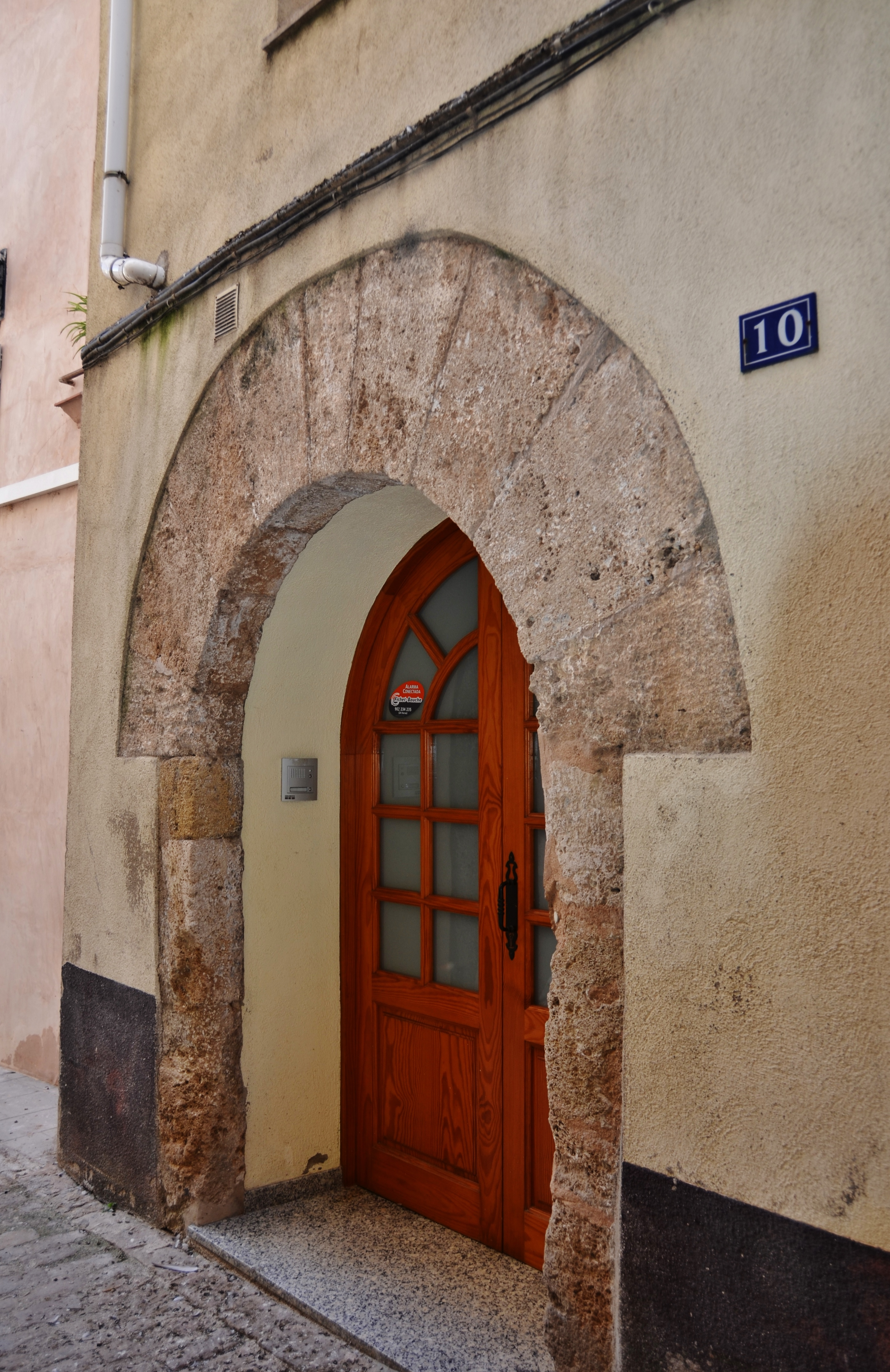
Portal de Cal Torrents
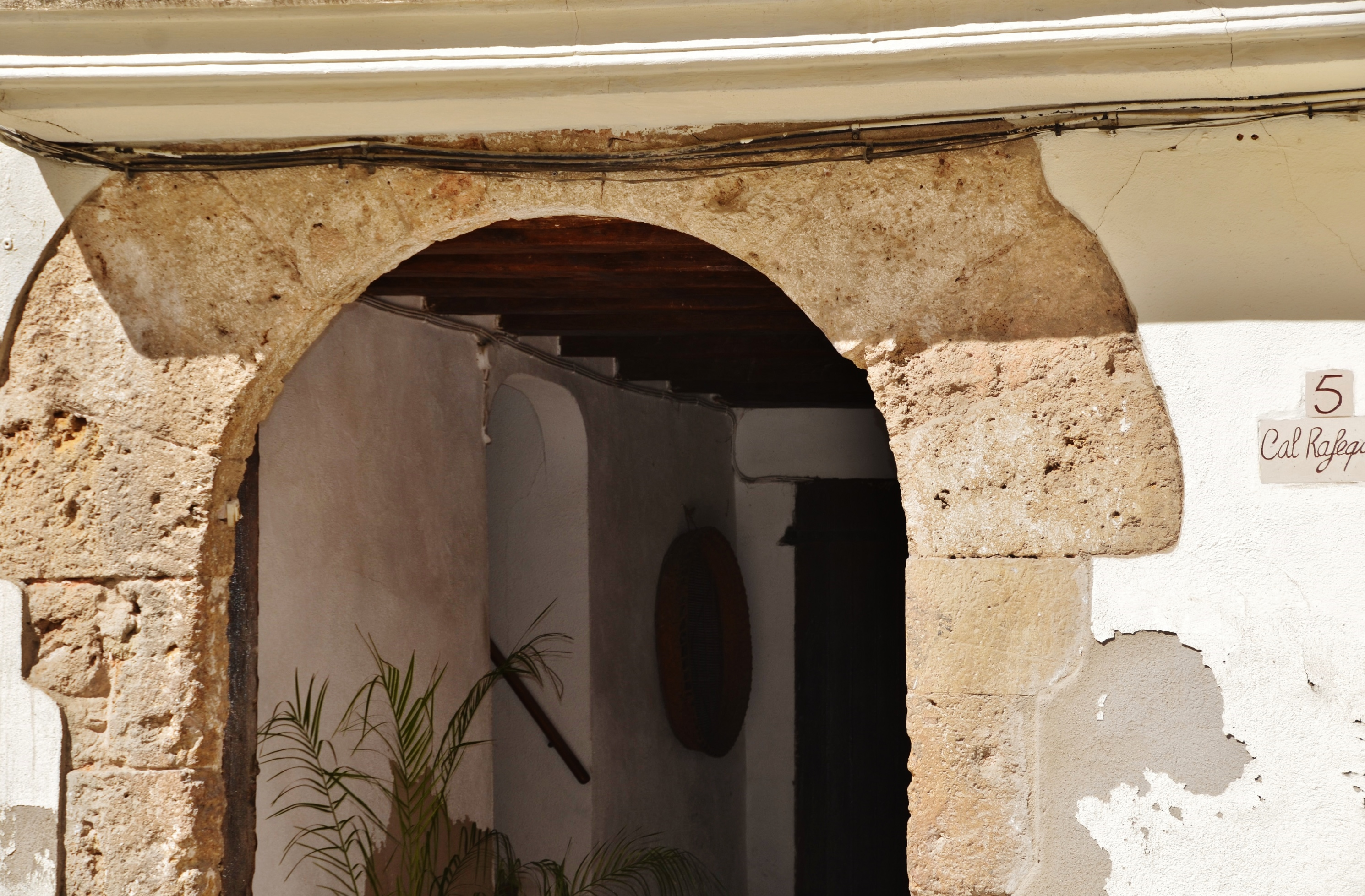
Portal de Cal Rafeques
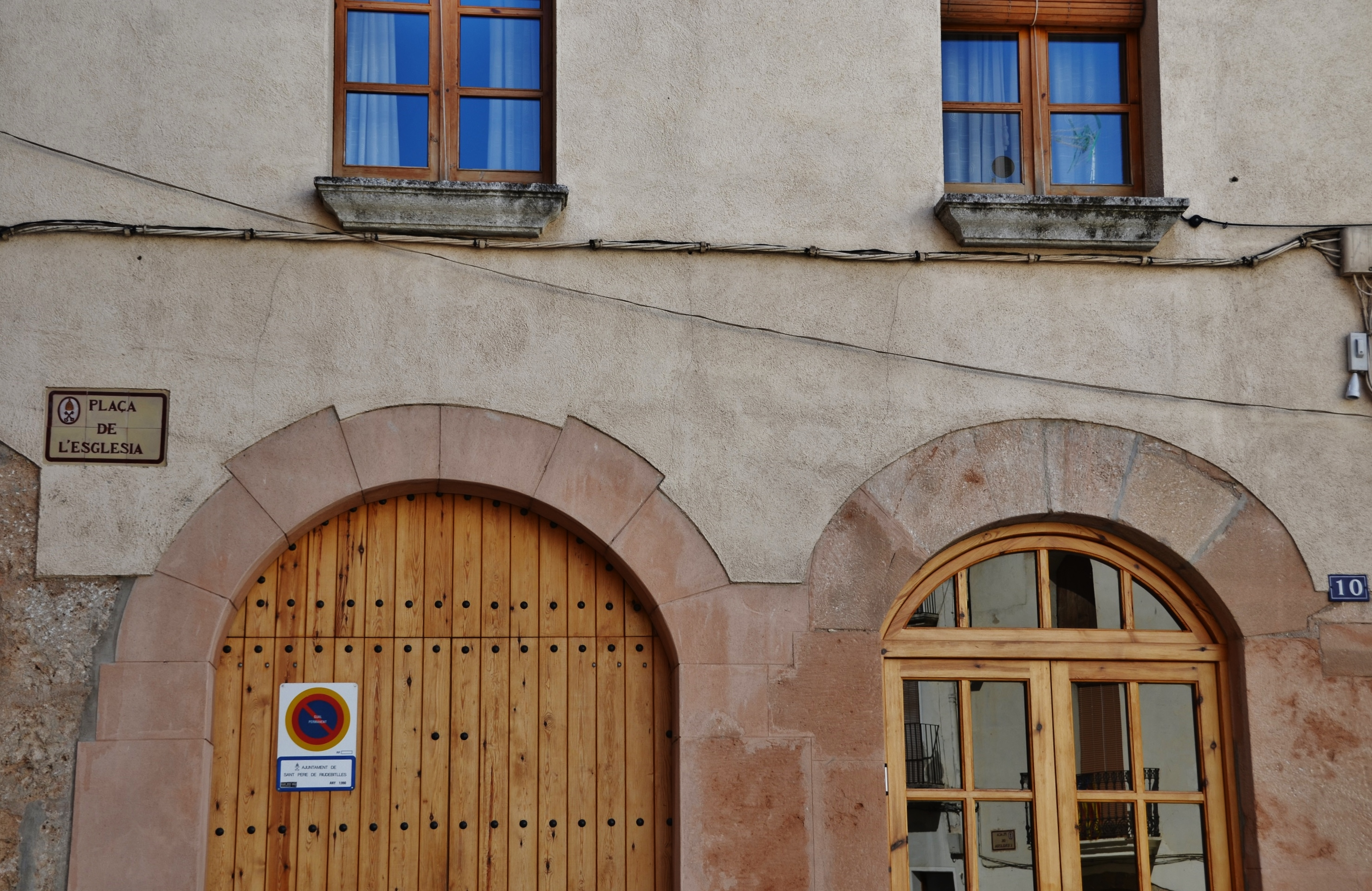
Portal de Ca la Paca Rossa
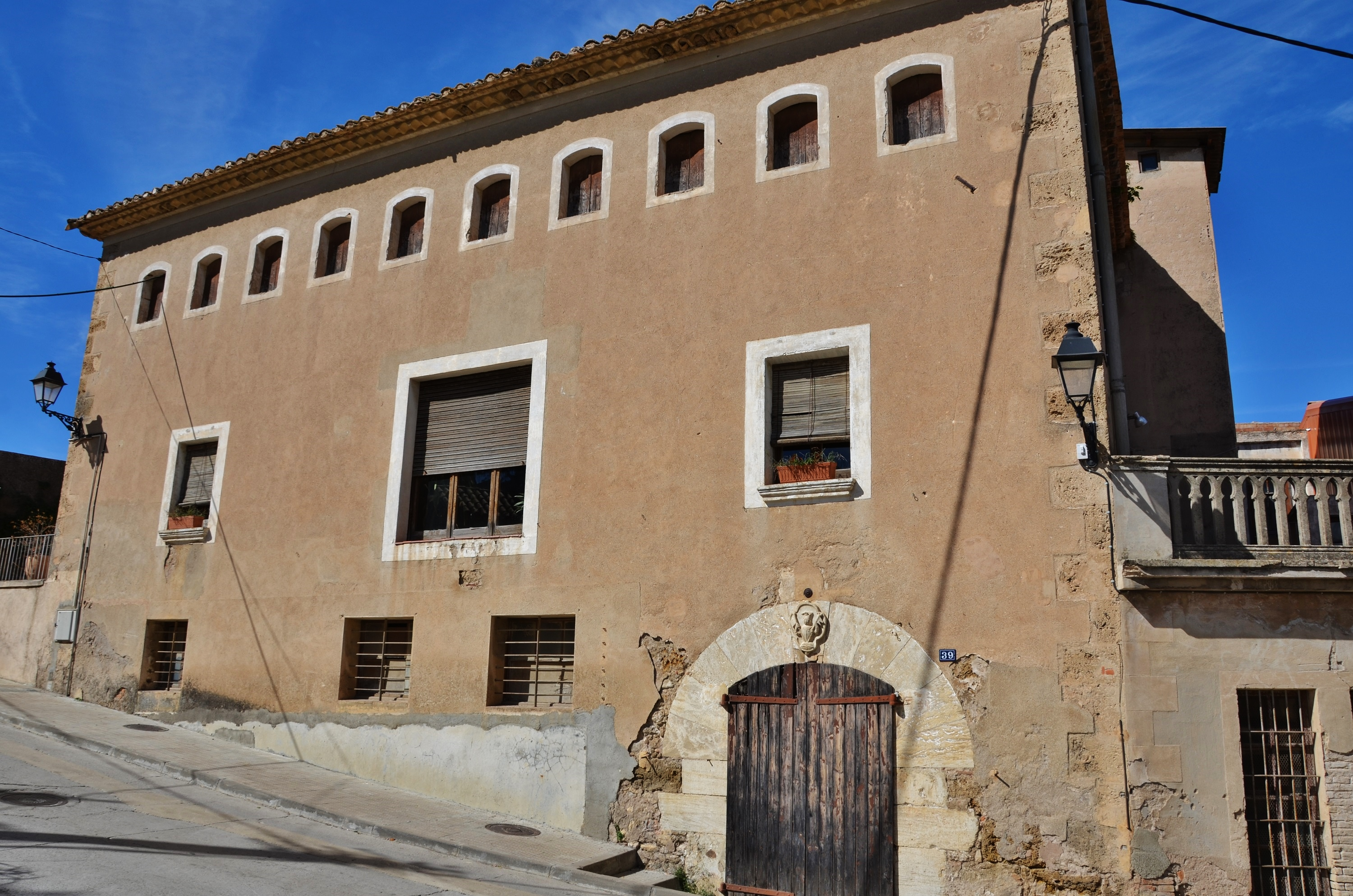
Portal de Cal Ròmul Torrents
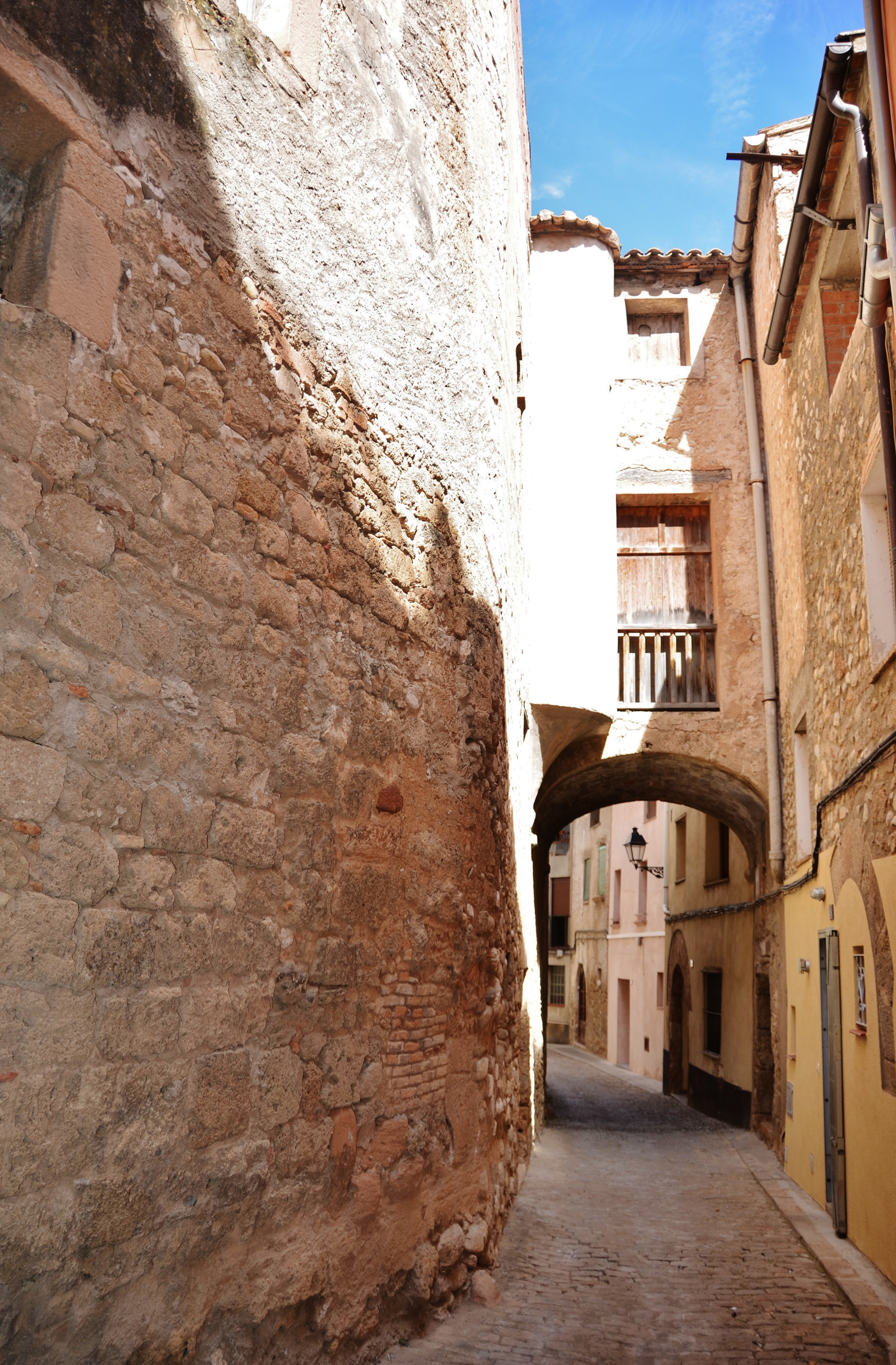
Voltes de Can Butifoll